# Dryády

Dryáda v podání malířky Evelyn De Morgan

Dryády (řecky dryádes) jsou v řecké mytologii lesní nymfy, bohyně či polobohyně. Jsou to bytosti podobné vílám nebo rusalkám ze slovanské mytologie.
Dryády žijí v jeskyních, hájích i jednotlivých stromech, váže se na ně i jejich osud a dokonce život: Když zahynul strom stářím, bleskem nebo zásahem člověka, zahynula i jeho dryáda. Kdo takový strom pokácel, toho zpravidla stihl nějaký strašlivý trest. Známá je např. báje o bezbožném králi Erysichthónovi, který dal porazit posvátný dub, a připravil tak o život dryádu z družiny bohyně Démétér. Rozzuřená Démétér pak přivolala boha hladu, aby bezbožného krále umořil.
Hamadryády jsou dryády vázané na určitý druh stromu. Například Melia byla spojena s jasanem.